# Reggada (gènere musical)
|  | Per a altres significats, vegeu «Reggada». |

La reggada (amazic: areggada o imedyazen) és un gènere musical marroquí del Béni-Snassen, al nord-est del Marroc. Aquesta dansa i aquesta música provenen d'un antic ball de guerra dels lluitadors del Béni-Snassen anomenat Aarfa o imeyazen. La reggada és molt popular a la regió del Béni-Snassen: Oujda, Berkane, Saidia i Ahfir.